# Höghöjdsträning
Höghöjdsträning är en träningsform där idrottaren bor på hög höjd, ofta bergskedjor eller högt situerade platåer. Eftersom luften på denna höjd är så tunn, bildas fler röda blodkroppar inuti benmärgen för att kompensera den tunna och syrefattiga luften. När idrottaren sedan återvänder till normal höjd, har denne fortfarande kvar alla de extra röda blodkropparna (erytrocyter), och detta förbättrar i sin tur resultat i främst långdistanstävlingar såsom långdistanslöpning och längdskidåkning.
Ett annat sätt att framställa "konstgjord" höghöjdsträning är att träna i så kallade "höghöjdshus", vilket innebär ett hus där man med hjälp av luftpumpar har framställt ett lägre än normalt lufttryck, vilket i sin tur ger samma effekt som att befinna sig på en hög altitud. Det kostar mycket att åka på en höghöjdsträning, dock, vilket kan leda till att bara elitsatsande idrottare med goda ekonomiska resurser åker på det.